# 731
Évszázadok: 7. század – 8. század – 9. század
Évtizedek: 680-as évek – 690-es évek – 700-as évek – 710-es évek – 720-as évek – 730-as évek – 740-es évek – 750-es évek – 760-as évek – 770-es évek – 780-as évek
Évek: 726 – 727 – 728 – 729 –  730 – 731 – 732 – 733 – 734 – 735 – 736

## Események

### Európa
- Miután legyőzte a szászokat és alemannokat, Martell Károly frank majordomus délnek fordul, és betör Odo aquitániai herceg területére. Elfoglalja Bourgest (amit Odo később visszavesz), győzelmet arat a herceg seregei fölött, majd visszatér északra.
- Northumbriai főurak egy csoportja uralkodásra alkalmatlannak ítéli a mélyen vallásos Ceolwulf királyt, akit elfognak, tonzúrát nyíratnak a fejére és kolostorba zárják. A király támogatói azonban még ebben az évben (vagy a következőben) visszaszerzik a trónját.
- Bede angolszász szerzetes befejezi Az angol nép vallástörténete (Historia ecclesiastica gentis Anglorum) c. művét.
- Meghal II. Gergely pápa. Utódjául a szíriai születésű III. Gergelyt választják.[1]  Az új pápa követeket küld III. León császárhoz, hogy mérsékelje képromboló rendelkezéseit. Amikor a követeket bebörtönzik, Gergely zsinatot hív össze és nyíltan eretnekségnek nyilvánítja az ikonoklasztáziát.

### Omajjád Kalifátus
- Oszmán ibn Naissza (nyugati forrásokban Munuza) katalóniai alkormányzó fellázad. Szövetségese, Odo aquitániai herceg a frank támadás miatt nem tud segítségére sietni, így Abd al-Rahmán ibn Abdalláh al-Gáfikí andaluszi kormányzó hamarosan leveri a felkelését.
- Dzsunajd ibn Abd al-Rahmán al-Murri, Horászán újonnan kinevezett kormányzója 28 ezres sereggel indul a türgesek által ostromolt Szamarkand megsegítségére. A Tahtakaracsa hágónál összecsap a türgesekkel és bár súlyos veszteségeket szenved (többek között a kitörő 12 ezres szamarkandi helyőrség teljesen felmorzsolódik), eljut a városig és véget vet az ostromnak. A veszteségek miatt két évtizedre megáll az arabok közép-ázsiai terjeszkedése.
- Az azerbajdzsáni Ardabil elfoglalása után a kazárok dél felé nyomulnak, de Moszulnál a muszlimok legyőzik őket és megölik fejedelmüket, Bardzsikot.

## Születések
- I. Abd al-Rahmán, córdobai emír

## Halálozások
- február 11. – II. Gergely, római pápa[1]
- augusztus 31. - Ótomo no Tabito, japán költő
- Munuza, arab kormányzó
- Ragenfrid, frank majordomus

## Fordítás
- Ez a szócikk részben vagy egészben  a(z)   731 című angol Wikipédia-szócikk ezen változatának fordításán alapul.  Az eredeti cikk szerkesztőit annak laptörténete sorolja fel. Ez a jelzés csupán a megfogalmazás eredetét és a szerzői jogokat jelzi, nem szolgál a cikkben szereplő információk forrásmegjelöléseként.